# 밤이면 밤마다 (드라마)
《밤이면 밤마다》는 대한민국의 MBC에서 2008년 6월 23일부터 2008년 8월 19일까지 매주 월요일과 화요일 밤 9시 55분에 방송된 드라마이다. 김선아가 《내 이름은 김삼순》 이후 3년 만에 출연한 드라마로, 사극 《이산》의 후속작이다.
한편, 극중 김범상 역으로 나온 이동건은 해당 드라마 때문에 영화 거북이 달린다 캐스팅 제의를 고사했다.
아울러, 왕주현 역의 캐스팅 문제로 골머리를 썩였는데 애초 출연키로 했던 이수경이 비슷한 시기에 방송된 MBC 대한민국 변호사에 들어가게 되면서 뒤이어 캐스팅된 박지윤마저 캐릭터 문제로 제작진과 이견을 겪어 촬영 도중 중도하차하자 김정화가 천신만고 끝에 낙점되었다.
게다가, 무늬만 새로운 소재에 로맨틱 코미디 드라마의 진부한 공식을 단순하게 적용했다는 지적을 사서 결국 기대 이하의 성적에 그쳤다.

## 줄거리
문화재를 단순한 골동품이 아니라 문화 유산이라는 점을 환기시키려는 기획 의도를 가진 드라마이다. 잘생긴 외모덕에 대외적으로는 젠틀한 신사 이미지를 가지고 있지만 사실은 쪼잔하고 뒤끝 긴, 유명한 고미술학자 김범상과 아버지가 유명한 도굴꾼이라는 아픔을 가진 고지식한 문화재청 직원 허초희가 만나 국보를 찾기 위해 좌충우돌하는 내용이다.

## 등장 인물
- 허초희 : 김선아 (아역 : 여민주)
- 김범상 : 이동건
- 강시완 : 이주현
- 왕주현 : 김정화
- 노정필 : 기주봉 - 단속반 반장.
- 나대길 : 김승욱 - 단속반원.
- 이상호 : 김준호 - 단속반원.
- 문화재청장 : 박영지
- 조상철 : 조희봉 - 광역수사대 형사.
- 박진국 : 김형범 - 광역수사대 형사.
- 김상 : 김병옥
- 장오성 : 김용건

### 허초희 주변 인물
- 허태수 : 김갑수 - 허초희의 아버지.
- 허균 : 박기웅 - 허초희의 동생. (아역 : 차준환)
- 황만철 : 최주봉 - 허태수의 친구.

### 김범상 주변 인물
- 김인택 : 이영후 - 김범상의 할아버지.
- 박말순 : 전원주 - 김범상의 할머니.
- 오종규 : 김용민 - 김범상의 친구.
- 공용철 : 임재호

### 그 밖의 인물
- 김상/김혁중 : 김병옥
- 다나카 : 하쿠류
- 지화자/스즈키 하나코 : 강유미
- 김이박 시즈터즈 : 김은주(조정린), 이미영(강예솔), 박지은(홍성아)

## 연장
- 2008년 8월 8일 밤이면 밤마다 방영 분량이 16부작에서 1회 연장되어 17부작으로 변경되었다.